# خوانما هرزوژ
خوانما هرزوژ (انگلیسی: Juanma Herzog؛ زادهٔ ۱۳ مهٔ ۲۰۰۴) بازیکن فوتبال اهل اسپانیا است که در حال حاضر برای لاس پالماس در پست مدافع بازی می‌کند.
وی همچنین در تیم‌های ملی فوتبال زیر ۱۵ سال، زیر ۱۷ سال و زیر ۲۱ سال اسپانیا بازی کرده است.

## دوران باشگاهی
خوانما هرزوژ در سانتا کروس د تنریفه، واقع در جزایر قناری زاده شد و از محصولات آکادمی جوانان لاس پالماس به‌شمار می‌رود. او پس از شرکت در پیش‌فصل ۲۰۲۳ همراه با تیم نخست، در ۱۰ سپتامبر همان سال نخستین بازی خود را برای لاس پالماس آتلتیکو (تیم دوم باشگاه) در پیروزی ۲–۱ خانگی مقابل تاماراسیت در چارچوب ترسرا فدراسیون انجام داد.
او در ۳۱ اکتبر ۲۰۲۳ برای نخستین‌بار در ترکیب تیم اول لاس پالماس به میدان رفت؛ در دیداری از کوپا دل ری برابر ماناکور که با پیروزی ۳–۰ خارج از خانه همراه بود. او در ۷ ژانویه ۲۰۲۴ نخستین بازی حرفه‌ای خود را در چارچوب همین رقابت‌ها برابر رقیب دیرینه، تنریفه انجام داد و ۹۰ دقیقه کامل در شکست ۲–۰ تیمش در زمین حریف به میدان رفت.
او در ۱۳ ژانویه ۲۰۲۴ نخستین بازی خود در لالیگا را انجام داد؛ در دیدار خانگی برابر ویارئال در ترکیب اصلی به میدان رفت و گل دوم تیمش را به ثمر رساند تا بازی با پیروزی ۳–۰ به پایان برسد.

## زندگی شخصی
هرزوژ از سوی پدربزرگ پدری‌اش، اصالتی آلمانی دارد.